# Pico Pančić
El Pico Pančić (en serbio: Панчићев врх) es el punto más alto de la cordillera de Kopaonik, en Serbia. El pico se encuentra en la frontera entre Serbia y Kosovo. Al lado de la torre de radio en su parte superior está un monumento dedicado a Josif Pančić. El pico tiene 2017 m de altura, y se puede llegar a él fácilmente desde el complejo turístico Konaci a pie. La parte del pico de Pančić controlada por Serbia y la montaña Kopaonik son parte del Parque nacional Kopaonik. El pico de la montaña fue llamado anteriormente Pico de Milan (Миланов врх, Milanov vrh) en honor del que fue el primer rey de la Serbia moderna, Milan Obrenović. El 7 de julio de 1951 recibió el nombre del botánico serbio Josif Pančić, que está enterrado en la parte superior en un pequeño mausoleo. Este fue dañado en 1999 durante el bombardeo de la OTAN sobre Yugoslavia.